# ワヒーヨ
ワヒーヨ(Guajillo chili)は、ミラソルという種類のトウガラシを乾燥させて作るスパイスであり、メキシコ料理に広く用いられる。
細長く深い赤色で、緑茶の香りとベリーの風味を持つ。果実は大きくマイルドな味で、スコヴィル値が2,500-5,000と辛味は少ない。乾燥した果実を粉末にしてペースト状にし、塩や他の具材を合わせて、タマーリ用のサルサを作る。
ペースト状またはバター状にしたワヒーヨは、全ての種類の肉、特に鶏肉の味付けによく用いられる。